# Quercus acerifolia
Quercus acerifolia är en bokväxartt som först beskrevs av Ernest Jesse Palmer och som fick sitt nu gällande namn av Stoynoff och Johann Jakob Hess. 
Quercus acerifolia ingår i släktet ekar och familjen bokväxter. IUCN kategoriserar arten globalt som starkt hotad. Artens utbredningsområde är Arkansas. Inga underarter finns listade.

## Bildgalleri

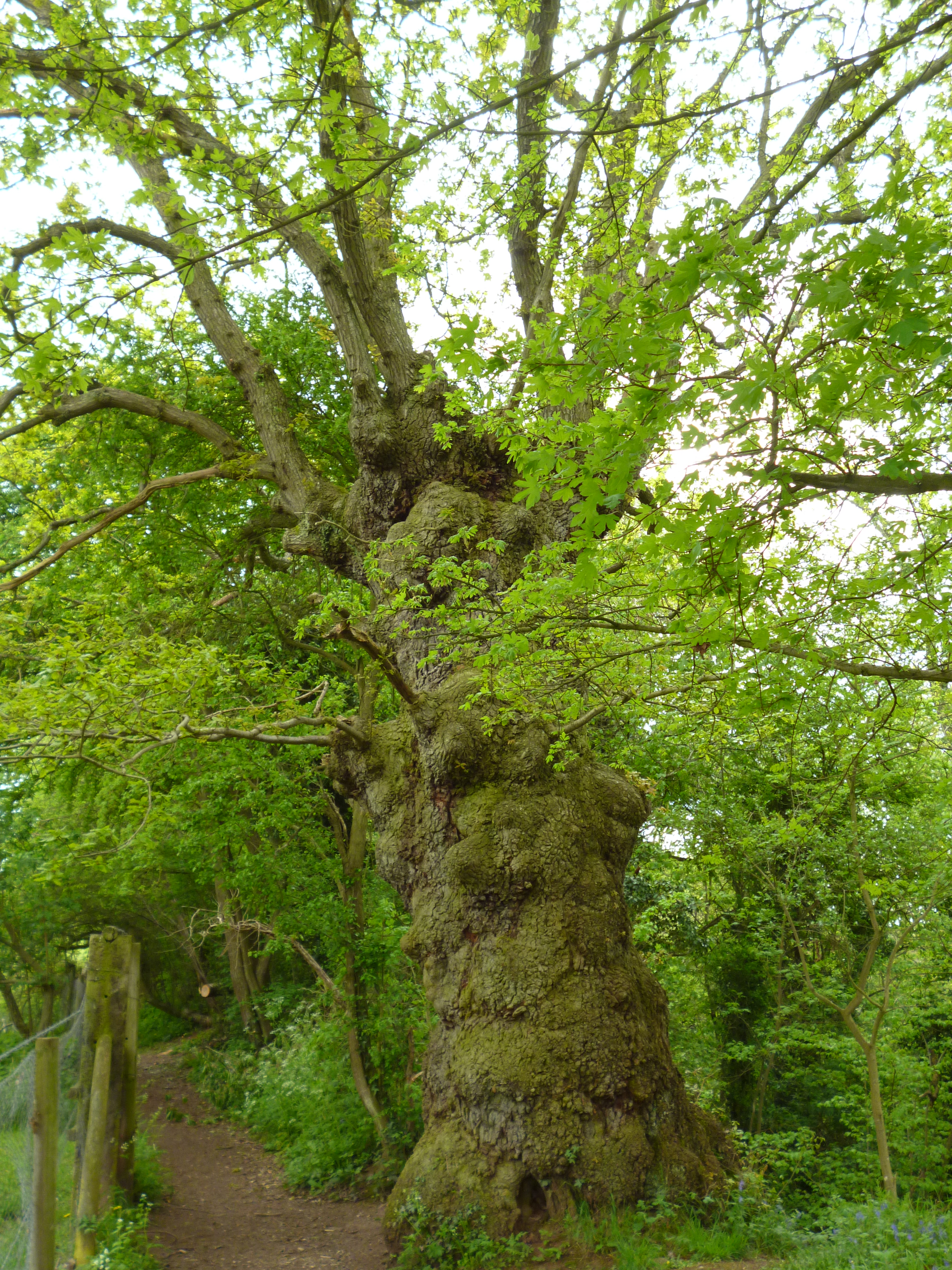
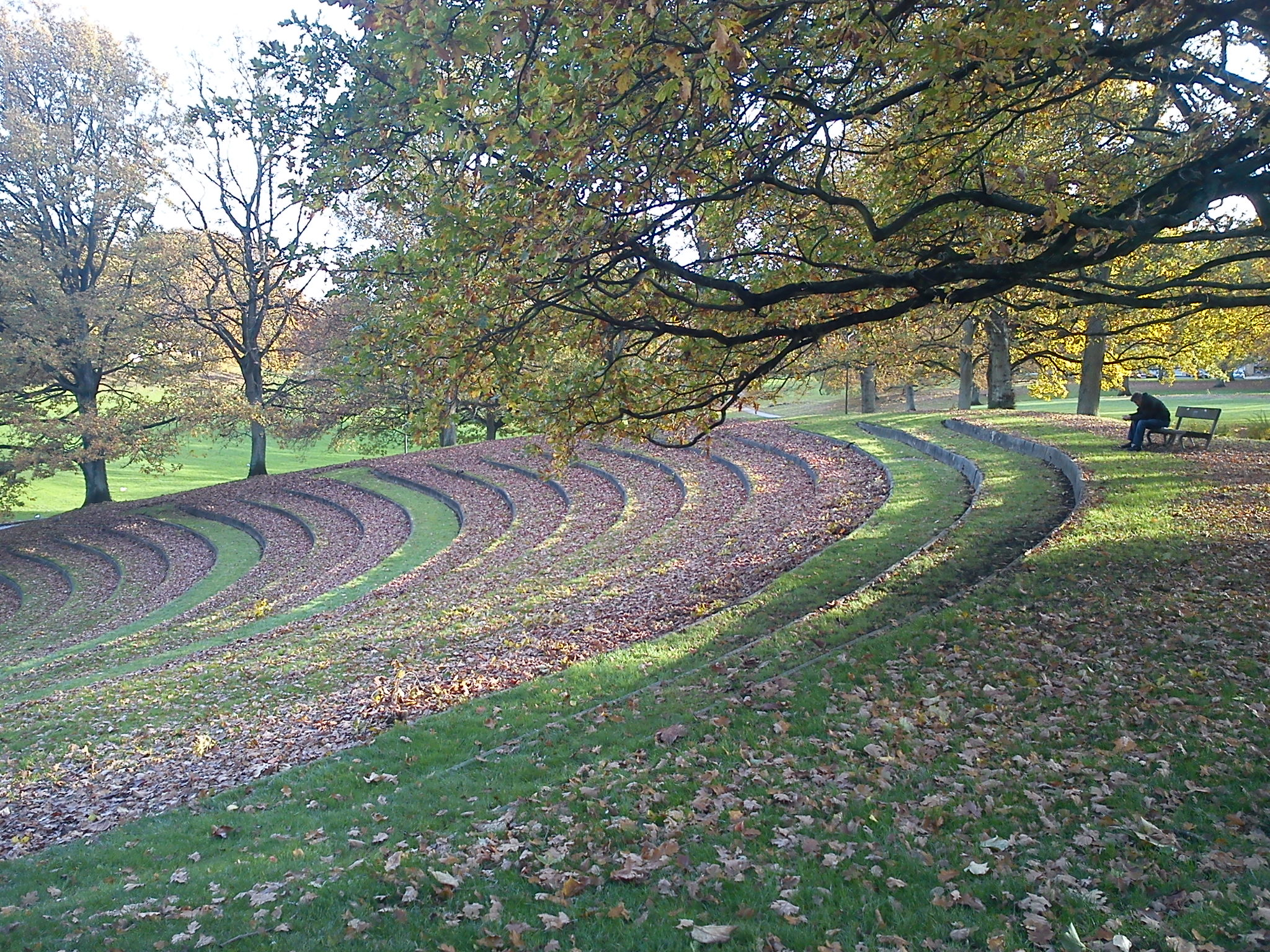